# Jami
Jami (dřívější názvy SFLphone a následně Ring) je software s otevřeným zdrojovým kódem SIP – kompatibilní softwarový telefon a služba pro okamžité zasílání zpráv pro Linux, Microsoft Windows, OS X a Android, které mohou fungovat bez centrálního serveru. Ring byl a jeho pokračovatel Jami je svobodný software vydaný pod GNU General Public License. V listopadu 2016 se stal součástí GNU. Balíčky jsou k dispozici pro všechny hlavní distribuce Linuxu včetně Debianu, Fedory a Ubuntu. Samostatné GNOME a KDE verze jsou k dispozici.
Přijetím technologie distribuované hašovací tabulky (DHT jak je používáno například v rámci BitTorrent síti), Jami (dříve Ring) vytváří svou vlastní síť, přes kterou může distribuovat adresářové funkce, ověřování a šifrování napříč všemi k němu připojenými systémy.
Jami je vyvíjen a udržován kanadskou firmou Savoir-faire Linux, s pomocí celosvětového společenství uživatelů a přispěvatelů, s cílem nabízet možnou náhradu za Skype. Dokumentace je dostupná na Ring Tuleap wiki.

## Historie
SFLphone byl jedním z mála softwarových telefonů pod Linuxem s přímou podporou PulseAudio. Dokumentace Ubuntu ho doporučila pro podnikové použití. V roce 2009 CIO magazine uvedl SFLphone mezi prvními pěti VoIP software s otevřeným zdrojovým kódem, které je dobré sledovat.

## Design
Ring je založen na MVC modelu. Démon zpracovává veškeré zpracování včetně komunikační vrstvy (SIP/IAX), zvukový záznam a přehrávání, a tak dále. Klient je grafické uživatelské rozhraní. D-Bus může působit jako regulátor umožňující komunikaci mezi klientem a démonem.

## Vlastnosti
- SIP kompatibilní, s podporou pro OpenDHT[3][11]
- Neomezený počet hovorů
- Okamžitá výměna zpráv
- Prohledávatelná historie hovorů
- Nahrávání hovorů [3]
- Předání hovoru
- Automatický příjem hovoru
- Podržení hovorů
- Obrazové a zvukové hovory se zvukem více stran a pokusně konference s obrazem
- Podpora vícekanálového zvuku (pokusná)
- Vysílání obrazových a zvukových souborů během hovoru
- Podpora TLS a SRTP
- Podpora více [3] zvukových kodeků: G711u, G711a, GSM, Speex (8, 16, 32 kHz), Opus, G.722 (zjišťování ticha podporováno u Speex)
- Podpora více účtů SIP, s podporou per-účtů STUN a odběru přítomnosti SIP
- Podpora DTMF
- Automatické ovládání zesílení
- Průvodce nastavením účtu
- Globální klávesové zkratky
- Podpora vyzvánění ve formátech Flac a Vorbis
- Upozornění na ploše: číslo hlasové schránky, příchozí hovor, informační zprávy
- SIP znovu-pozvání
- Integrace adresáře do GNOME a KDE
- Podpora PulseAudio
- Podpora Jack Audio Connection Kit
- Automatické otevírání příchozí URL
- Koncové šifrování pro klábosení, obraz a hlas
- Decentralizováno, bez centralizovaného serveru, takže nikdo uživatele a jeho volání nemůže sledovat a služba nikdy nemůže skončit